# Agroterini
Agroterini là một tông bướm đêm thuộc phân họ Spilomelinae, họ Crambidae. Agroterini được Alexandre Noël Charles Acloque khởi xướng năm 1897.

## Chi
Agroterini hiện nay gồm 33 chi, với hơn 400 loài:
- Aetholix Lederer, 1863
- Agrotera Schrank, 1802
- Aiyura Munroe, 1974
- Bocchoropsis Amsel, 1956
- Chalcidoptera Butler, 1887
- Chilochromopsis Munroe, 1964
- Coenostolopsis Munroe, 1960
- Diastictis Hübner, 1818
- Framinghamia Strand, 1920
- Glaucobotys Maes, 2008
- Goliathodes Munroe, 1974
- Gypodes Munroe, 1976
- Haritalodes Warren, 1890
- Leucinodella Strand, 1918
- Lygropia Lederer, 1863
- Lypotigris Hübner, 1825
- Micromartinia Amsel, 1957
- Microthyris Lederer, 1863
- Nagiella Munroe, 1976
- Nistra Walker, 1859
- Neoanalthes Yamanaka & Kirpichnikova, 1993
- Nosophora Lederer, 1863
- Notarcha Meyrick, 1884
- Pantographa Lederer, 1863
- Paranacoleia Inoue, 1982
- Patania Moore, 1888
- Phaedropsis Warren, 1890
- Phostria Hübner, 1819
- Phryganodes Guenée, 1854
- Sagariphora Meyrick, 1894
- Suhela Singh, Ranjan, Kirti & Chandra, 2022[2]
- Tetracona Meyrick, 1884
- Ulopeza Zeller, 1852